# Симич, Никола (футболист, 1897)
Ни́кола Си́мич (серб. Никола Симић / Nikola Simić; 2 декабря 1897, Белград — 22 сентября 1969, Белград) — югославский сербский футболист, полузащитник, тренер. Участник Олимпиады 1920 года.

## Карьера

### Клубная
Учился богословию до 8 класса. С 1911 года выступал сначала за молодёжный состав, а затем и за основу белградского клуба БСК. Зимой 1915—1916 годов, из-за неудачного для Сербии хода войны, вместе с отступавшей сербской армией пересёк границу Албании, откуда затем перебрался во Францию, где продолжил заниматься футболом, играя за клубы французских городов Ницца, Монако, Марсель, Гренобль, Лион, Тулуза и английского Оксфорда. В 1919 году вернулся в родной БСК, в составе которого играл вплоть до завершения карьеры игрока в 1925 году. Помимо этого, сыграл 10 матчей за сборную Белграда.

### В сборной
В составе главной национальной сборной Королевства СХС сыграл единственный раз 2 сентября 1920 года в «утешительном» матче против сборной Египта на Олимпиаде 1920 года, эту встречу его команда проиграла со счётом 2:4.

## После карьеры
После завершения карьеры игрока остался в структуре белградского БСК, занимал различные административные должности в клубе. В 1936 году тренировал сборную Югославии.
Умер Никола Симич на 73-м году жизни 22 декабря 1969 года в Белграде.